# Saint-Bonnet-de-Chavagne
Saint-Bonnet-de-Chavagne is een gemeente in het Franse departement Isère (regio Auvergne-Rhône-Alpes) en telt 552 inwoners (2004). De plaats maakt deel uit van het arrondissement Grenoble.

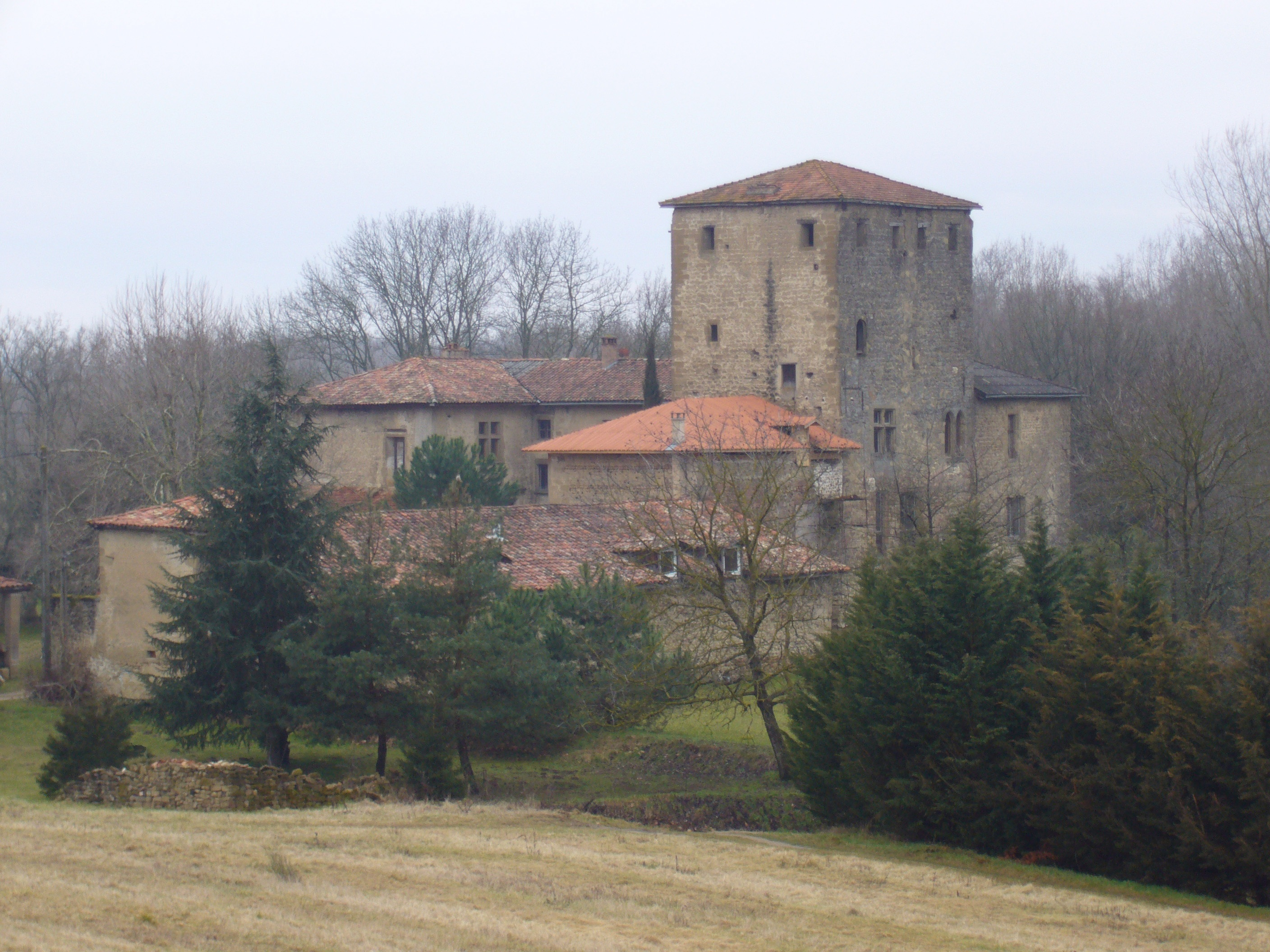
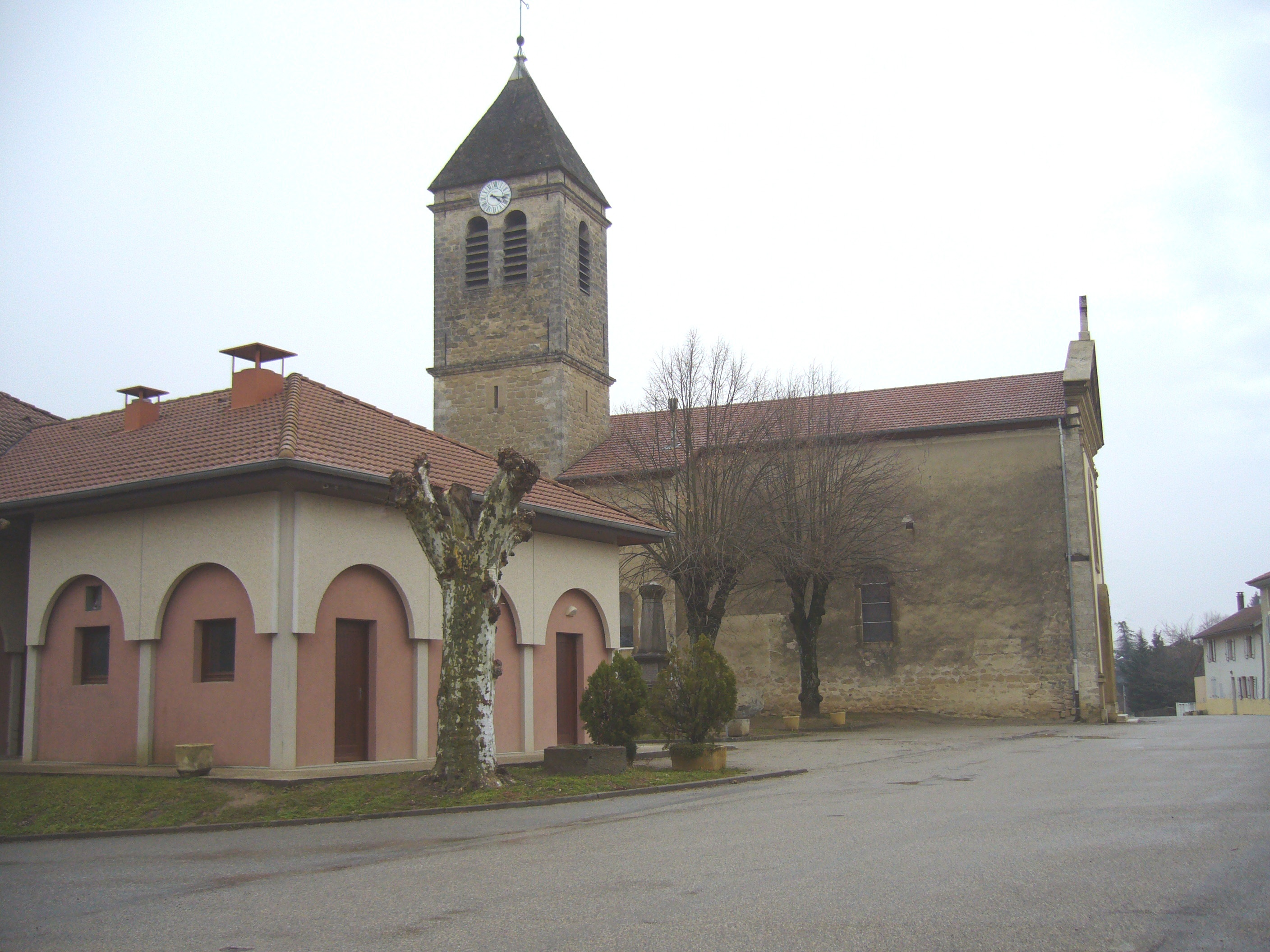
Centrum
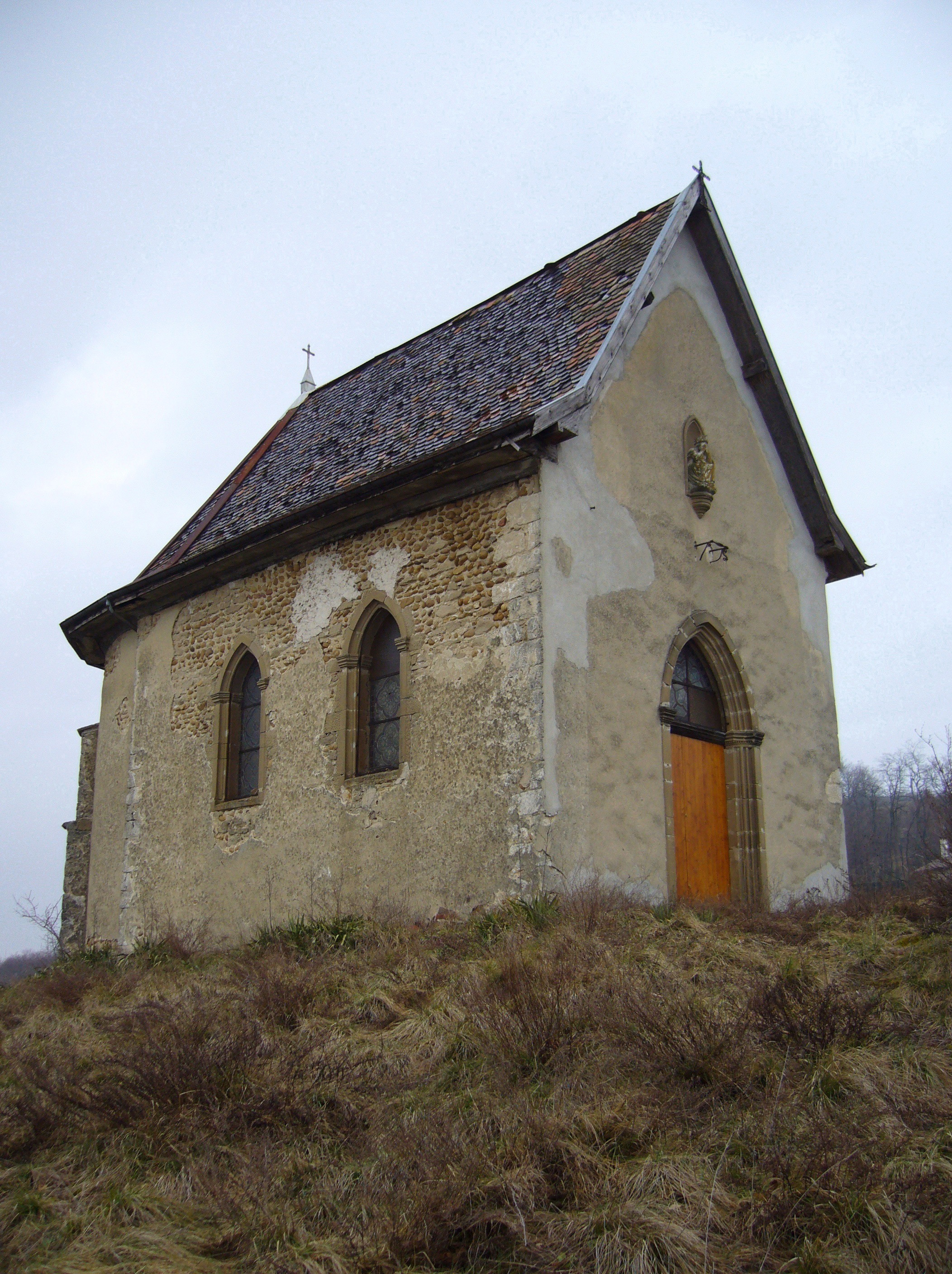

## Geografie
De oppervlakte van Saint-Bonnet-de-Chavagne bedraagt 15,1 km², de bevolkingsdichtheid is 36,6 inwoners per km².
De onderstaande kaart toont de ligging van Saint-Bonnet-de-Chavagne met de belangrijkste infrastructuur en aangrenzende gemeenten.

## Demografie
Onderstaande figuur toont het verloop van het inwonertal (bron: INSEE-tellingen).